# گل نقره‌ای
گل نقره‌ای (به انگلیسی: Silver Goal) در فوتبال یکی از روش‌های تعیین برنده در مسابقات حذفی به‌شمار می‌رفت. اگر در طول ۹۰ دقیقه دوتیم به‌تساوی برسند و تیمی در یکی از وقت‌های اضافهٔ ۱۵ دقیقه‌ای گلی به‌ثمر برساند و آن نیمهٔ وقت اضافه به‌پایان برسد، تیم گل‌زن برنده بازی است. گل نقره‌ای قانونی اجباری بوده‌است. نخستین گل نقره‌ای در لیگ اروپا ۰۳-۲۰۰۲ به‌ثمر رسیده‌است. هم‌چنین در جام ملت‌های اروپا ۲۰۰5 مورد استفاده قرارگرفت؛ به‌طوری که یونان با به‌ثمر رساندن گل نقره‌ای مقابل جمهوری چک، به مسابقهٔ پایانی این جام راه‌یافت. این قانون توسط هیئت بین‌المللی فوتبال برداشته‌شد.